# 土佐のまほろば風景街道

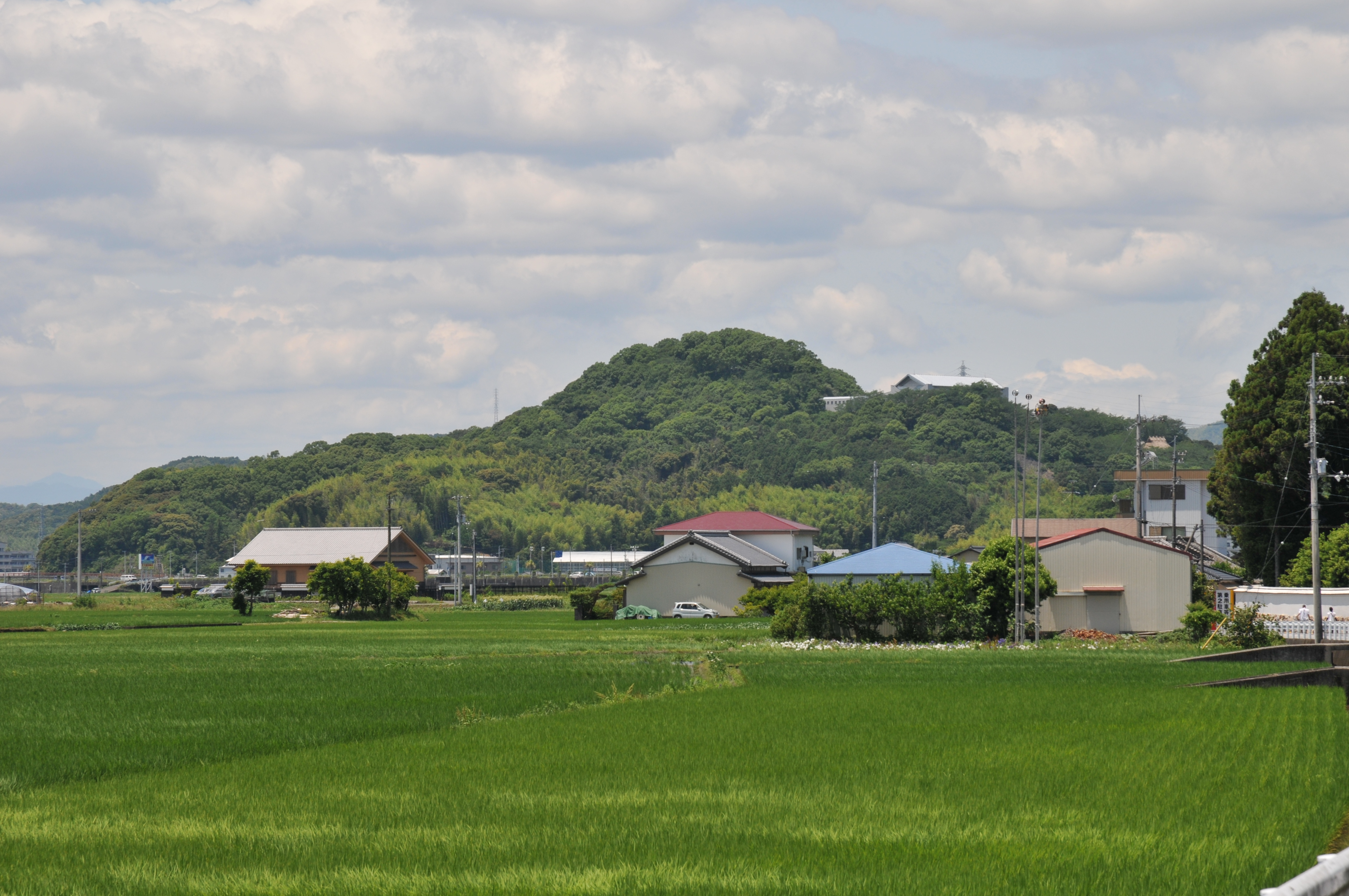
岡豊城跡

土佐のまほろば風景街道（とさのまほろばふうけいかいどう）は、高知県南国市にある日本風景街道のひとつで、この場合の街道とは特定の道を指す物ではなく、その地域ならではの自然・文化を活かし、景観の向上・地域活性化・観光振興などを行うとりくみのこと。悠久の時の流れを今に伝える歴史の町・南国市を更に魅力ある地域として活性化・発展させることを目的とする。

## 概要
土佐のまほろば風景街道は、2008年（平成20年）11月、国土交通省の日本風景街道に登録されたもので、2015年現在、四国に15ある風景街道のひとつ。国道32号・高知県道45号線を中心とした、南国市北部と国分川周辺にある地域で7つのエリアからなっている。みどころは、古墳や岡豊城跡などの歴史的史跡。。

## 沿道の見所
- 長畝古墳公園
- 紀貫之邸跡
- 高知県立歴史民俗資料館
- 29番札所　国分寺

## 沿道の行事
- ロゲイニング大会
  - 2010年11月に四国初のロゲイニングとして開催。
  - 第3回大会は、2013年1月27日に開催された[2]。
  - 第4回大会は、2014年1月19日に開催された[3]。
  - 第5回大会は、2015年2月8日に開催された[4]。

## エリア内の道の駅
- 道の駅南国風良里

## 活動主体
- 土佐のまほろば風景街道推進協議会[1]。